# Romanske sprog
Romanske sprog er en gruppe af sprog, der alle nedstammer fra vulgærlatin, som Romerrigets soldater og handlende førte med sig ud i riget. Sproggruppen er udbredt over det sydvestlige Europa og i Amerika.

## Sprog
Der findes følgende romanske sprog:
- Østromanske sprog
  - Rumænske sprog (vlach)
    - Rumænsk (i Rumænien og Moldavien)
    - Aromunsk (i Makedonien, Albanien og nordlige Grækenland)
    - Meglenitisk eller meglenorumænsk (i Moglena i Grækenland og i Makedonien)
    - Istrorumænsk (i Istrien i Kroatien)

  - Dalmatisk (i Kroatien, uddødt)
  - Sardisk (på Sardinien)
  - Italiensk
    - Toskansk (i Mellemitalien og på Korsika)
    - Korsikansk (i Korsika i Frankrig)
    - Napolitansk (i Syditalien)
    - Siciliansk (på Sicilien og i sydlige Kalabrien)
- Vestromanske sprog
  - Rætoromanske sprog
    - Friulisk (i Friuli-Venezia Giulia i Italien)
    - Ladin (i Sydtyrol i Italien)
    - Rætoromansk (i Graubünden i Schweiz)

  - Galloromanske sprog
    - Galloitalienske / norditalienske sprog
      - Piemontesisk (i Piemonte)
      - Lombardisk (i Lombardiet)
      - Ligurisk/ Monegaskisk (i Ligurien og Monaco)
      - Veneziansk (i Venedig)
      - Emili(an)o-Ramagnolo (i Bologna og San Marino)

    - Fransk (Frankrig, Belgien og Schweiz)
    - Provencalsk / occitansk (i det sydlige Frankrig)

  - Iberoromanske sprog
    - Catalansk (i det østlige Spanien, Andorra og Roussillon)
    - Spansk (kastillansk) (Spanien og Sydamerika)
    - Portugisisk (i Portugal og Brasilien, Galicien i Spanien)
    - Llionsk (i Spanien og Portugal)
    - Asturisk (i Spanien)

## Leksikalsk sammenligningstabel
| Latin    | Sardisk    | Siciliansk     | Italiensk | Spansk  | Portugisisk | Catalansk | Fransk   | Rumænsk    | Rætoromansk |
| acquam   | abba       | acqua          | acqua     | agua    | agua        | aigua     | eau      | apâ        | acqua       |
| clave    | clave      | chiavi / ciavi | chiave    | llave   | chave       | clau      | clef     | cheie      | clav        |
| familia  | familia    | familia        | famiglia  | familia | familia     | famìlia   | famillie | familie    | familia     |
| tempus   | tempus     | tempu          | tempo     | tiempo  | tempo       | temp      | temp     | timpul     | temp        |
| noctem   | note       | notti          | notte     | noche   | noite       | nit       | nuit     | noapte     | nott        |
| nōvum    | nóbu       | novu           | nuovo     | nuevo   | novo        | nou       | nouveau  | nou        | noeuv /nöf  |
| caballum | càdhu      | cavallu        | cavallo   | caballo | cavalo      | cavall    | cheval   | cal        | cavâl       |
| dicere   | dicere     | diceri         | dire      | decir   | dizer       | dir       | dire     | zice       | díc         |
| filium   | filiu      | figghiu        | figlio    | hijo    | filho       | fill      | fils     | fiu        | fiö         |
| facere   | facere     | faciri         | fare      | hacer   | facer       | fer       | faire    | face       | fá          |
| lingua   | limba      | lingua         | lingua    | lengua  | lingua      | llengua   | langue   | limbă      | lengua      |
| terram   | terrà      | terra          | terra     | tierra  | terra       | terra     | terre    | țara       | tera        |
| pluviam  | pròida     | chiuvuta       | pioggia   | lluvia  | chuva       | pluja     | pluie    | ploaie     | piöa        |
| ārbore   | àrbure     | alberu         | albero    | árbol   | árvore      | arber     | arber    | arbore/pom | alber       |
| hōmo     | òmo        | omú            | uomo      | hombre  | homem       | home      | homme    | om         | ómm         |
| cælum    | celu/chelu | celu           | cielo     | cielo   | céu         | cel       | ciel     | cer        | cel         |
| librum   | libru      | liberu         | libro     | libro   | livro       | llibre    | livre    | cârte      | liber       |

## Historie
De romanske sprog nedstammer fra latin, men det urromansk, man kan rekonstruere sig frem til ved at sammenligne de moderne romanske sprog, svarer ikke fuldstændigt til det klassiske latin, som vi møder i de antikke tekster. Forskerne identificerer traditionelt dette urromansk med vulgærlatin, dvs. det latin, som almindelige mennesker talte i hverdagen. En del af de træk, som de romanske sprog har til fælles i modsætning til klassisk latin, genfindes da også i de kilder, der må tænkes at afspejle det talte latin (graffiti i Pompeji og parodier i Petronius' roman Satyricon), f.eks. sammenblanding af maskulinum og neutrum og ledsætninger frem for akkusativ med infinitiv.
På den anden side er dette vulgærlatin i de fleste henseender langt tættere på klassisk latin end på moderne romansk:
- Det klassiske kasussystem er opretholdt intakt, hvorimod de fleste moderne romanske sprog ikke har kasus. Oldfransk skelner dog mellem nominativ og akkusativ (f.eks. nom. rois ~ akk. roi). rumænsk har en særlig bøjning for genitiv/dativ (f.eks. nom./akk. casă : gen.-dat. case) og endda for vokativ (omule "mand!").
- Den syntetiske passiv og den syntetiske futurum (med endelser) er stadig levende, hvor de romanske sprog har en analytisk passiv og futurum (med omskrivninger. Latin invenītur "han bliver fundet" = fransk il est trouvé, latin scribam "jeg vil skrive" = fransk écrirai (egtl. infinitiv écrire + ai "jeg har").

Der er derfor nogle forskere der mener at latin forbliver et enhedssprog, med en vis spændvidde, oldtiden ud, og at romansk først opstår i begyndelsen af middelalderen.
Den første tekst på romansk er fra 842 e.Kr. Det er de såkaldte Strassbourgeder (Serments de Strasbourg), der er forfattet i en tidlig form for oldfransk. På dette tidspunkt har det talte latin i Frankrig været så forskelligt fra klassisk latin, at man må formode, at mennesker uden en særlig uddannelse ikke har været i stand til at forstå tekster skrevet på klassisk latin.